# Hexisopus fodiens
Espèce
Hexisopus fodiens est une espèce de solifuges de la famille des Hexisopodidae.

## Distribution
Cette espèce est endémique du Botswana. Elle se rencontre dans le désert du Kalahari.

## Description
La femelle holotype mesure 23 mm.

## Publication originale
- Simon, 1888 : Arachnides recueillis dans le sud de l’Afrique par M. le docteur Hans Schinz. Annales de la Société Entomologique de France, sér. 6, vol. 7, p. 369-384 (texte intégral).